# ودرو پلج، بوگجنو
ودرو پلج، بوگجنو (به لاتین: Vedro Polje, Bugojno) یک زیستگاه انسانی در بوسنی و هرزگوین است که در Bugojno Municipality واقع شده‌است.